# 3-4 Life
 (septembre 2021).
Si vous disposez d'ouvrages ou d'articles de référence ou si vous connaissez des sites web de qualité traitant du thème abordé ici, merci de compléter l'article en donnant les références utiles à sa vérifiabilité et en les liant à la section « Notes et références ».
3-4 Life est un automate cellulaire similaire au jeu de la vie.

## Découverte
Il se pourrait que cet automate ait été découvert par John Conway en essayant de découvrir une règle équilibrée entre le nombre de morts et de naissances. Cependant, le fait que 3-4 Life soit plus prolifique que le jeu de la vie le rend beaucoup moins riche.

## Description
Dans les règles de 3-4 Life, une cellule morte naît si elle a 3 ou 4 voisines vivantes, et une cellule vivante survit si elle a 3 ou 4 voisines vivantes. Sinon, elle meurt. Cela rend l'automate plus en faveur des naissances dans les grandes figures, mais plus en faveur des morts par isolement dans les petites.

### Figures principales
Une figure du jeu de la vie réagit de la même façon dans 3-4 Life : le bloc, une figure composée de 2×2 cellules vivantes (bien que sous ces règles il soit assez rare).
Plusieurs vaisseaux vaisseaux sont connus, dont 3 de petite taille, ayant une boîte englobante de moins de 5×4 cellules. Il y a également de nombreux oscillateurs, comme le bip (bleeper), le Y, le T, le T brisé (broken T) et l'horloge 3-4 (3-4 clock).[réf. souhaitée]
Il en existe d'autres. Les structures stables sont, en revanche, rares. À l'exception du bloc qui se forme parfois, ce sont généralement des figures qualifiables de manufacturées, c'est-à-dire qui ne se forment jamais naturellement dans des échantillons aléatoires.
Des figures assez simples, comme l'hexamino en escalier de seulement 6 cellules, peuvent grossir indéfiniment: il se forme une masse chaotique qui engloutit tout sur son passage en grossissant.